# مارمل
مارمل (به لاتین: Marmol) یک منطقهٔ مسکونی در افغانستان است که در ولسوالی مارمل واقع شده‌است.